# Andréa Lardez
Andréa Lardez, née le 23 janvier 1994 à Poissy, est une footballeuse française évoluant au poste de défenseure aux Girondins de Bordeaux.

## Biographie
Andréa Lardez commence le football à 6 ans. Elle évolue d'abord dans les équipes de garçons de l'Étoile sportive montoise. À 16 ans, elle rejoint la section féminine de football l'Entente sportive blanquefortaise, mais continue à disputer des matches le week-end avec Mont-de-Marsan.

### Carrière en club
Elle évolue d'abord en D2 avec Blanquefort, qui devient la section féminine des Girondins de Bordeaux en 2015. Le club est promu en D1 en 2016. Après avoir obtenu son diplôme en 2018, elle signe un contrat semi-professionnel. 
En 2021-2022, après une réforme du format de la Ligue des champions, Andréa Lardez découvre la compétition grâce à la 3e place obtenue par les Girondines la saison précédente. Après un premier tour de qualifications victorieux, l'équipe est éliminée aux tirs au but par le VfL Wolfsburg. 

### Carrière en sélection
Andréa Lardez a été appelée en équipe de France B.

## Palmarès
Girondins de Bordeaux :
- Division 2 : Vainqueur du Groupe B en 2016